# 1117年
| 千纪： | 2千纪 |
| 世纪： | 11世纪 \| 12世纪 \| 13世纪                                                                                       |
| 年代： | 1080年代 \| 1090年代 \| 1100年代 \| 1110年代 \| 1120年代 \| 1130年代 \| 1140年代                                 |
| 年份： | 1112年 \| 1113年 \| 1114年 \| 1115年 \| 1116年 \| 1117年 \| 1118年 \| 1119年 \| 1120年 \| 1121年 \| 1122年       |
| 纪年： | 丁酉年（鸡年）；辽天庆七年；北宋政和七年；西夏雍寧四年；金天辅元年；大理文治八年；越南會祥大慶八年；日本永久五年 |

## 大事记
- 1月5日——諳班勃極烈完顏吳乞買及群臣為完顏阿骨打上尊號稱大聖皇帝，改元天輔。
- 宋徽宗聽信道士劉混康的建議，在汴梁里城（汴京城有三圍，從內到外依次是宮城、里城、羅城）東北部建造艮岳，歷時5年完工。

## 出生
- 宋徽宗置道學科，道士始給俸祿。4月，道籙院上章冊徽宗為教主道君皇帝。[來源請求]

## 逝世
- 李之仪，北宋词人